# Mirjam Rotenstreich
Mirjam Mathilde Rotenstreich (Amsterdam, 20 november 1959) is een Nederlands schrijfster en publiciste. 

## Biografie
Ze komt uit een Joods milieu. Ze doorliep een Joodse lagere school via Rosj Pina. Genoemd milieu werd benauwend toen ze naar de middelbare school JSG Maimonides ging, ze stapte over naar het Montessori Lyceum Amsterdam. De opleiding was noodzakelijk omdat ze Nederlandse taal- en letterkunde wilde gaan studeren, zonder dat ze eigenlijk wist wat ze er verder mee wilde doen. In 1988 studeerde ze daadwerkelijk af aan de Universiteit van Amsterdam, haar scriptie handelde over Alfred Kossmann.
Rotenstreich was samen met haar man lijstduwer voor de Partij voor de Dieren met de Tweede Kamerverkiezingen 2017. Rotenstreich stond op plek 44 en behaalde 133 voorkeursstemmen; haar echtgenoot stond op 36 en was goed voor 280 voorkeursstemmen.

## Tonio
Mirjam Rotenstreich is getrouwd met de schrijver A.F.Th. van der Heijden met wie ze een zoon had, Tonio. Deze werd op Eerste Pinksterdag 2010 op de fiets op de kruising Stadhouderskade en Hobbemakade aangereden door een automobilist. Tonio overleed als gevolg hiervan kort daarna, op 21-jarige leeftijd in een ziekenhuis in Amsterdam, in het bijzijn van zijn ouders. A.F.Th. van der Heijden publiceerde een jaar later de requiemroman Tonio, over het leven met hem. In 2023 kwam Rotenstreich zelf met ‘’Jij ontbreekt aan mij”, waarin ze beschrijft hoe ze het leven zonder Tonio heeft ervaren.

### Eigen werk
- Over den titel dienen wij ons geen zorgen te maken. Het slot van De Avonden in het licht van Tolstoi (1997)
- Salieristraat no 100 (2002)
- Verloren mensen (2013)
- De stalkster  (2016)
- Jij ontbreekt aan mij (2023)
- Vader zoeken. De eeuw van Natan Rotenstreich (1912-2014) (2025)

### Samenstelling of redactie
- Nooit op zondag (1996)
- Macho's & prinsessen: eros en joden (1996)
- De schriften wachten (2008)

- Bibliothèque nationale de France: cb144396314 (data)
- Digitale Bibliotheek voor de Nederlandse Letteren: rote001
- Gemeinsame Normdatei: 104358417X
- International Standard Name Identifier: 0000 0000 7842 4955
- Library of Congress Control Number: n94019913
- Nationale Bibliotheek van Israël: 987007267389505171
- Nederlandse Thesaurus van Auteursnamen: 074227475
- Système universitaire de documentation: 144553104
- Virtual International Authority File: 98164291
- WorldCat: E39PBJxWMB8qjfqRbYBHmWTfv3